# Bruno Tiago Costa Araújo
Bruno Tiago Costa Araújo, meglio noto come Bruno Tiago (São Luís, 28 marzo 1989), è un ex calciatore brasiliano, di ruolo centrocampista.

## Carriera
Ha giocato 8 partite nella massima serie brasiliana.

## Palmarès

### Club

#### Competizioni statali
- Campionato Carioca: 1

Botafogo: 2010
- Taça Guanabara: 1

Botafogo: 2010
- Taça Rio: 1

Botafogo: 2010